# Gáspár Heltai
Gáspár Heltai, născut Kaspar Helth, (n. 1510, Cisnădie, România – d. 1574, Cluj, Principatul Transilvaniei), a fost un cărturar maghiar de origine sas, cetățean al cetății Clujului în perioada 1545-1574. A studiat la Wittenberg și a înființat la Cluj prima tipografie a orașului, baia publică, moara-fabrică de hârtie și totodată prima fabrică de bere a urbei. A fost în același timp pastor, traducător, tipograf, editor, scriitor și om de afaceri.
Este considerat primul reformator religios al Clujului.

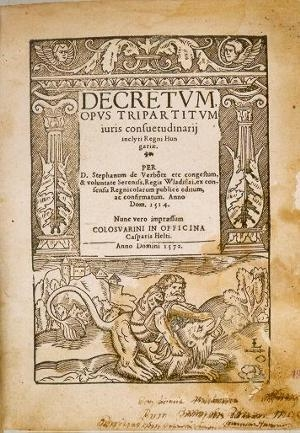
Pagină din tipăriturile lui Gáspár Heltai

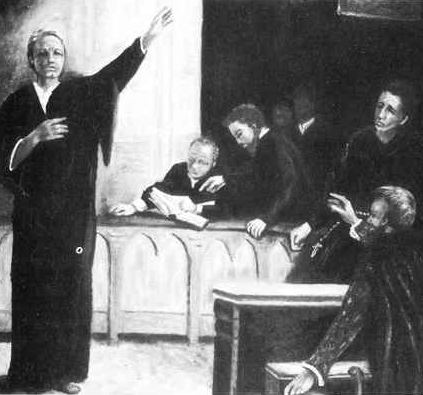
Francisc David alături de Gáspár Heltai

## Scrieri
- O sută de fabule
- Poveste despre mațe, picioare și mîini, în Povești nemuritoare, vol. 8
- Iepurele și căpățâna de varză roșie
- Lupul și plugarii
- Tîlharul și copilul
- Vulturul și corbul
- Racii
- Bradul și trestia